# Louis David-Deschamps
Louis David-Deschamps (Parijs, 12 oktober 1801 - Joué-du-Plain, 10 november 1865) was een Frans politicus ten tijde van het Tweede Franse Keizerrijk en de Derde Franse Republiek.

## Biografie
Louis David-Deschamps vestigde zich als advocaat in Parijs. Nadien werd hij departementsraadslid in Orne, om van 1860 tot 1865 in het Wetgevend Lichaam te zetelen als volksvertegenwoordiger namens dit departement, in opvolging van Robert d'Escorches de Sainte-Croix.